# Carl Benander
Carl Erik Benander, född 4 mars 1861 och död 1956, var en svensk pastor och ledare i svenska baptistsamfundet.
Benander var rektor för Betelseminariet 1906–1927, och ledamot i The baptist world alliance, samt medlem i Svenska baptistmissionens styrelse. Benander är författare till ett flertal religiösa och teologiska skrifter.